# Jevgenij Něstěrenko
Jevgenij Jevgeňjevič Něstěrenko (rusky Евгений Евгеньевич Нестеренко, 8. ledna 1938 Moskva – 20. března 2021 Vídeň) byl ruský operní pěvec, přední basista své generace.

## Kariéra
Narodil se v Moskvě v rodině vojáka. S operou se seznámil z gramodesek, první celé operní představení viděl až v roce 1949, kdy se rodina přestěhovala do Čeljabinsku. Vystudoval nejprve Leningradský inženýrsko-stavební institut (měl se po otci stát vojenským inženýrem), ale už v té době začal brát soukromé hodiny od Marije Matvějevové. V roce 1965 ukončil studia na Leningradské konzervatoři Nikolaje Rimského-Korsakova (jeho spolužačkou byla např. Jelena Obrazcovová). V roce 1970 získal první cenu na IV. mezinárodní soutěži Petra Iljiče Čajkovského.
Již za studií na konzervatoři debutoval v roce 1962 jako kníže Gremin v Čajkovského Jevgeniji Oněginovi na scéně Malého operního divadla, kde se pak stal sólistou (1963 až 1967), dále působil jako sólista Kirovova leningradského divadla opery a baletu a od roku 1971 až do roku 2002 byl sólistou ve Velkém divadle v Moskvě. Mimo to ale hostoval na nejpřednějších světových scénách včetně La Scaly (debut jako Boris Godunov 1975), Metropolitní opery v New Yorku, Royal Opera House v Londýně atd.
Vynikal v ruských operách (mj. Čajkovskij: René v Jolantě, Gremin v Jevgeniji Oněginovi, Musorgskij: Boris Godunov, Dosifej a Igor Chovanskij v Chovanštině, Prokofjev: Kutuzov ve Vojně a míru) a v operách Verdiho (Zachariáš v Nabuccovi, Velký inkvizitor a Filip II. v Donu Carlosovi, Attila), v Budapešti nastudoval Modrovouse v Bartókově Modrovousově hradu a v Praze byl prvním ruským umělcem, který v Národním divadle vystoupil v roli Vodníka v Dvořákově Rusalce. Dále vynikl jako Mefistofeles, a to jak v Gounodově Faustu a Markétce, tak v Boitově Mefistofelovi. Za jeho královskou roli je ale označován Boris Godunov, ztvárnil ho např. v New Yorku, Varšavě, Vídni, Buenos Aires, Washingtonu, Aténách, Bonnu, Budapešti, Paříži, Stockholmu, Tallinnu, Miláně, Tokiu, Hongkongu a také v Praze. Věnoval se též písním (Čajkovskij, Musorgskij, Rachmaninov, lidové písně a městské romance), v letech 1980 až 1981 realizoval unikátní cyklus čtyř koncertů, na kterém přednesl kompletní komorní dílo Modesta Petroviče Musorgského. Byl uznávaným interpretem basového partu Šostakovičovy XIV. symfonie.
Měl plný hlas typicky ruské barvy a byl nadaný a expresivní herec. Vynikající dikce mu dovolovala interpretaci rolí v originálním jazyce.
Dlouhá léta působil rovněž jako pedagog, zejména na moskevské Čajkovského konzervatoři (1975 až 1993, od r. 1981 profesor, po dlouhá léta také člen její rady) a na Musikhochschule ve Vídni. Byl čestným profesorem Maďarské státní hudební akademie Ference Liszta. Působil v porotách mnoha mezinárodních pěveckých i jiných hudebních soutěží.
Napsal celou řadu článků a publikací, zejména knihu Rozjímání o profesi (rusky Розмышления о профессии, 1985).

### Mimohudební aktivity
V roce 1974 se stal členem Komunistické strany SSSR, v letech 1989 až 1991 byl členem Sjezdu lidových poslanců SSSR.

## Rodina a život
Byl ženatý, s manželkou Jekatěrinou roz. Alexejevovou měl syna Maxima Něstěrenka, který působí jako grafik.

## Ocenění
V roce 1979 byl jmenován národním umělcem SSSR. Byl vyznamenán různými řády a vyznamenáními, např. Řádem Rudého praporu práce (1980), Leninskou cenou (1982), medailí Hrdiny socialistické práce (1988), Leninovým řádem (1988) a také maďarskými vyznamenáními Řádem Praporu a Řádem Míru a přátelství.
Získal několik zlatých desek. Byl nositelem rakouského titulu Komorní pěvec a řady oborových ocenění v různých zemích světa.

## Nahrávky
Jeho hlas je zaznamenán na více než 70 nahrávkách, z toho nejméně dvou desítkách operních kompletů. Vyšlo i několik alb písní v jeho podání. Jeho nahrávky vydávaly společnosti Melodija, EMI, Deutsche Grammophon, Ariola, Philips nebo Hungaroton.